# Emauzský klášter
Emauzský klášter, zvaný též klášter Na Slovanech či jen Emauzy (oficiálně Benediktinské opatství Panny Marie a sv. Jeronýma v Emauzích) je klášter v Praze 2 na Novém Městě, na území vymezeném ulicemi Vyšehradská, Trojická, Pod Slovany a Na Slovanech.
Emauzy byly založeny 21. listopadu 1347 českým králem a římským císařem Karlem IV. Lucemburským pro řád slovanských benediktinů.
Součástí Benediktinského opatství je kromě kláštera také kostel Panny Marie na Slovanech, přesněji kostel Panny Marie, svatého Jeronýma, Cyrila a Metoděje, Vojtěcha a Prokopa. Při bombardování v roce 1945 bylo západní dvojvěží kostela zničeno a v roce 1968 nahrazeno originálním betonovým věžovitým zakončením. 
V budově kláštera sídlí kromě opatství řádu sv. Benedikta také kanceláře české sekce Ackermannova sdružení, České křesťanské akademie, Asociace finanční občanské gramotnosti a několik advokátních praxí.
Emauzský klášter a kostel byly v roce 1978 prohlášeny národní kulturní památkou.

## Historie

### Počátky kláštera

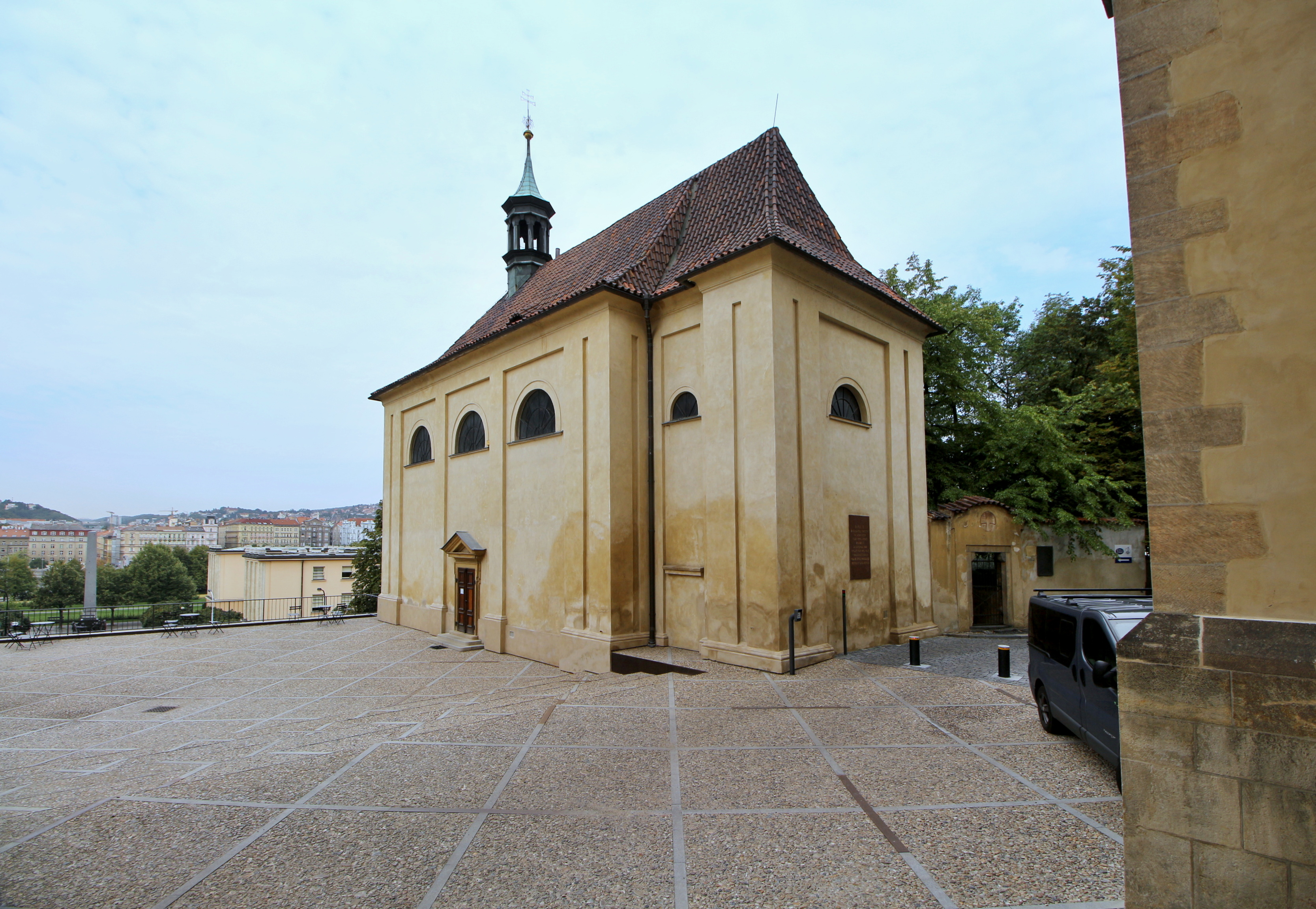
Původně románský farní kostel sv. Kosmy a Damiána v Podskalí, nejstarší část areálu Na Slovanech

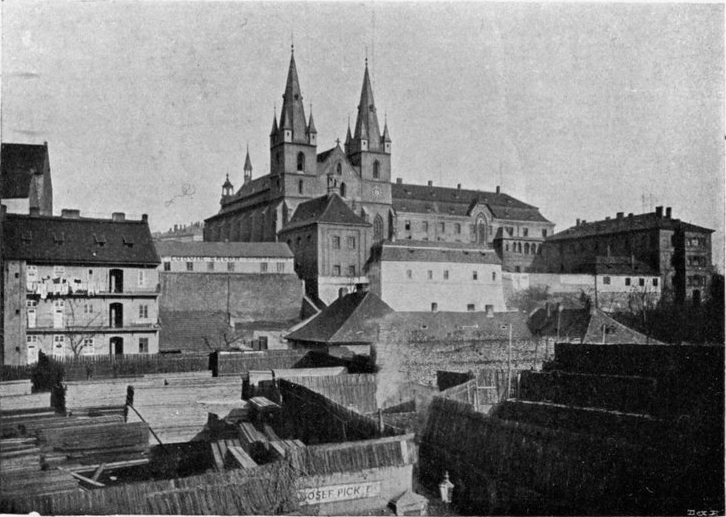
Klášter od Vltavy na přelomu 19. a 20. století

Na základě privilegia z 9. května 1346 uděleného papežem Klementem VI. mohl český král Karel IV. listinou z 21. listopadu 1347 založit klášter řádu benediktinů slovanské liturgie v Podskalí při starším kostelíku svatých Kosmy a Damiána. Papežský souhlas získal ještě jako moravský markrabě a dostalo se mu jej po jistém váhání a s podmínkou, že bude jediným takovým ve Svaté říši římské.
Klášter se díky přímé podpoře císaře, vyjádřené mimo jiné zaměstnáním jeho dvorních malířů a vyjednáním odpustků pro poutníky, těšil velké popularitě a jeho chrám brzy nedostačoval. Proto Karel IV. v roce 1371 založil nový klášterní kostel, zasvěcený Panně Marii, svatému Jeronýmovi, slovanským věrozvěstům Cyrilu a Metodějovi a českým světcům Vojtěchovi a Prokopovi. Zasvěcení chrámu a kláštera vykonal o Velikonocích 29. března 1372 pražský arcibiskup Jan Očko z Vlašimi za účasti dvou říšských kurfiřtů a několika biskupů, samotného Karla IV. a jeho syna Václava IV. Tím, že Karel prosadil, aby klášter vysvětil pražský arcibiskup, a nikoli papežský nuncius, zdůraznil specifičnost nové instituce.
Karel IV. si byl vědom politických a duchovních závazků plynoucích z faktu, že po přeslici pocházel ze starobylé slovanské dynastie Přemyslovců, a také si uvědomoval jedinečnost českých zemí coby místa společného dědictví západního latinského ritu s cyrilometodějskou tradicí východní liturgie. Zároveň jeho snahy směřovaly i k odstranění schizmatu mezi západní církví a východními křesťanskými církvemi, proto se rozhodl oživit slovanskou liturgii hlásící se k cyrilometodějské tradici a vytvořit středisko slovanské církevní vzdělanosti, odkud by se věrouka ve slovanském jazyce šířila mezi Čechy i ostatní Slovany. Pozval proto do Prahy především benediktinské řeholníky z kláštera ve Tkonu na ostrově Pašman jižně od Zadaru z oblasti dnešního Chorvatska, tzv. hlaholáše (též glagolity), znalé církevní slovanštiny. První opat se jmenoval Jan, od roku 1350 užíval všechny opatské insignie včetně infule a byl rodem Chorvat. Národnost všech není známa, někteří pocházeli z Dalmácie, jiní byli vysláni od cara Štěpána Dušana ze Srbska.
Po smrti Karla IV. byly založeny filiální slovanské kláštery v Polsku (glagolaszy): roku 1380 v Olešnici u Vratislavi a roku 1390 v Klepařích v Krakově, které existovaly přes 100 let.

### Doba husitská

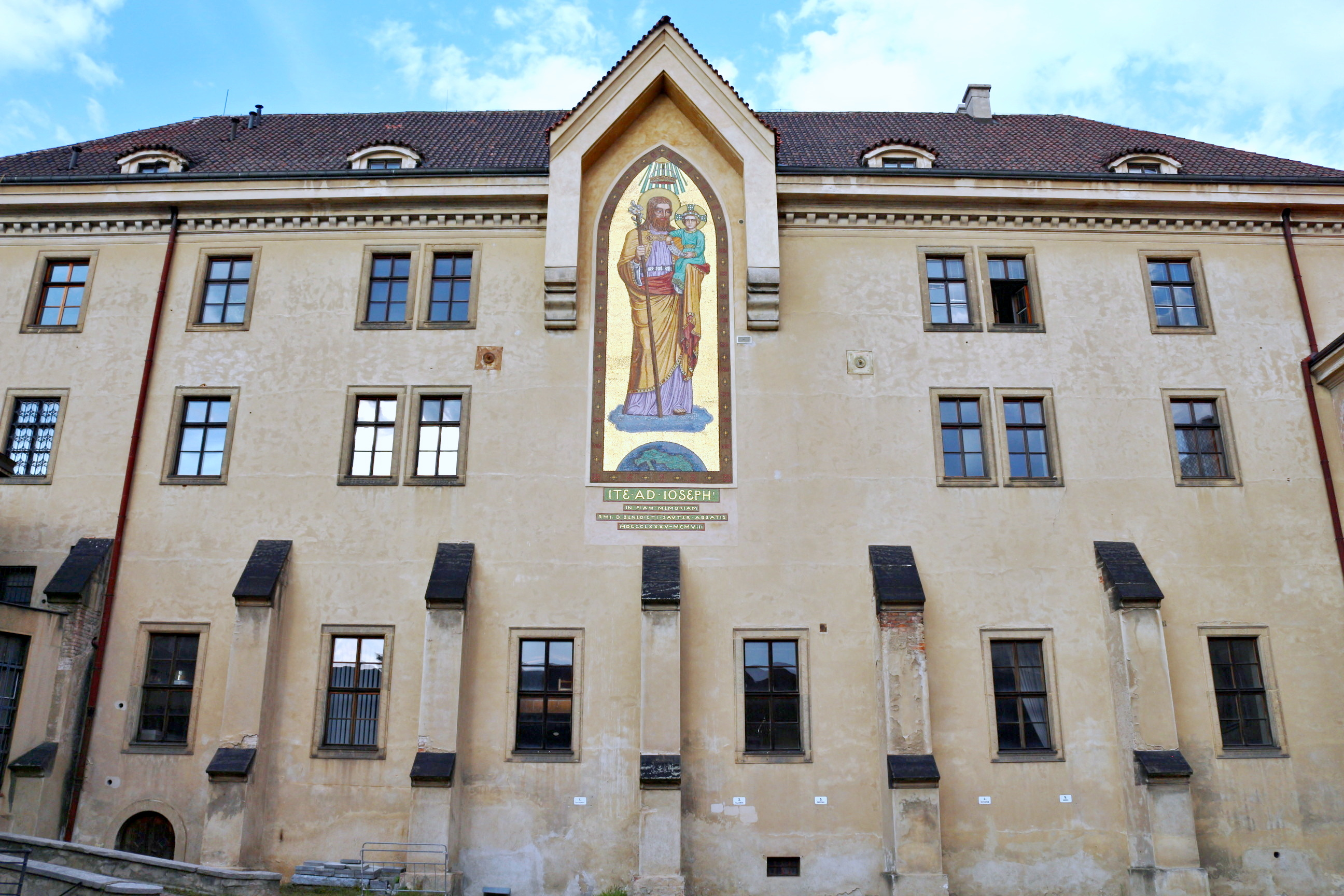
Západní strana budovy opatství s mozaikou v beuronském stylu

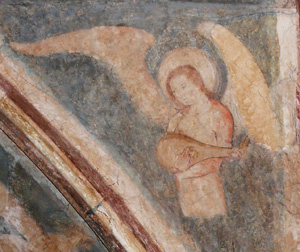
Anděl z křížové chodby

Klášter fungoval i v době husitské, kdy unikl vyplenění. Husité jej v roce 1419 převzali a jako v jediném českém klášteře se zde praktikovalo přijímání podobojí, a to do roku 1589. V té době v klášteře působil anglický husitský bohoslovec Petr Payne a bratr Řehoř, pozdější zakladatel Jednoty bratrské.
Husitské období Emauz však celkově bylo dobou úpadku. Klášter fungoval spíše jako kolej, kde bydleli utrakvističtí myslitelé. Mnišská komunita zde postupně zanikla. Poslední z utrakvistických opatů a zároveň rektor pražské univerzity Matouš Benešovský řečený Philonomus se oženil s dcerou hostinského ze Spálené ulice a přímo v klášteře si otevřel vlastní hospodu. V klášterní zahradě pak pro své hosty zřídil střelnici.
Benešovského nástupcem v opatském úřadě se stal v roce 1592 Pavel Paminodas Horský. Ten si uvědomoval, že situace Emauz je v této podobě neudržitelná. Po čase se sjednotil s katolickou církví, v Broumově absolvoval noviciát a další potřebnou formaci a po návratu do Emauz zde začal obnovovat katolickou benediktinskou komunitu. To byl konec utrakvistického období tohoto kláštera.

### Česká katolická komunita
Opat Horský a jeho nástupci se snažili v Emauzích obnovit katolickou komunitu. Šlo ovšem o dlouhodobý proces a klášter se mnoho let jevil jako skomírající. To vedlo v roce 1635 císaře Ferdinanda III. k tomu, že donutil české mnichy odejít ke kostelu sv. Mikuláše na Starém Městě a do uvolněných Emauz uvedl benediktiny z Montserratu, jimž se v Praze začalo říkat „černí Španělé“.  Paradoxně k tomu došlo v době, kdy se česká benediktinská komunita začala konečně vzmáhat (o čemž svědčí i skutečnost, že na Starém Městě benediktini přežili až do církevních reforem císaře Josefa II., kdy byl jejich klášter nuceně zrušen).

### Španělští mniši
Na počátku 17. století za vlády Rudolfa II. byl klášter obnoven jako katolický. V roce 1611 utrpěl při vpádu pasovských vojsk, kdy jej vyplenila místní lůza. V roce 1636 sem přišli benediktini z katalánského kláštera Montserrat, kteří zde rozvíjeli kult Panny Marie Montserratské. Provedli přestavbu kláštera v barokním stylu. Na pokyn císaře Ferdinanda III. zřízena tzv. Císařská kaple zasvěcená patronům chránícím před morem. V roce 1640 nahradili původní širokou polovalbovou střechu s velkým štítem trojdílnou střechou, přestavěli západní konec lodi a přistavěli dvě věže. Průčelí s věžemi bylo dokončeno v letech 1712–1723 a byl pořízen nový hlavní oltář.
V této době v Emauzích působilo mnoho značně vzdělaných mnichů. Z nich možno jmenovat proslulého kazatele, rodáka z České Lípy Veremunda Procheho, který byl několik let emauzským převorem a v závěru života byl představeným emauzského proboštství na Bezdězu.
Koncem 18. století začal klášter opět upadat. Žila v něm sice již poměrně početná skupina mnichů českého původu, ale vnější události byly dosti nepříznivé. Klášter sice přečkal Josefinské reformy, musel však převzít patronát nad gymnáziem v Klatovech. To znamenalo mj., že z řad mnichů se obsazoval tamní pedagogický sbor. V důsledku toho nakonec v Emauzích žil pouze opat a několik starých mnichů na odpočinku. Opat Prokop Škoda (v letech 1789–1801 byl převorem-administrátorem, v letech 1801–1803 opatem) dokázal na straně druhé josefinských reforem využít v tom smyslu, že ze zrušených klášterů levně skupoval knihy, obrazy a jiné umělecké předměty, takže v klášteře vznikla rozsáhlá umělecká sbírka.

### Němečtí mniši
Roku 1880 nabídl pražský arcibiskup Bedřich Josef kardinál Schwarzenberg klášter jako útočiště německým benediktinským mnichům kongregace sv. Martina z kláštera v Beuronu, kteří byli nuceni opustit Německo v období tzv. církevního boje kancléře Bismarcka vedeného proti Římu. Beuronští mniši pražský klášter regotizovali, odstranili barokní zařízení i malby a nahradili báně na věžích ostrými jehlany. Kostel i klášter byl vymalován v historizujícím „beuronském“ slohu.
Po vyhlášení Československa byla komunita vyhoštěna a v roce 1919 byl klášter krátce v majetku hudební konzervatoře. O rok později se beuronští benediktini vrátili. Z původní smíšené českoněmecké komunity se ovšem vrátili pouze mniši čeští. Němečtí se rozešli do jiných klášterů Beuronské benediktinské kongregace mimo území Československa.

### Za první republiky
V roce 1920 se převorem-administrátorem kláštera stal Arnošt Vykoukal. Ten se snažil klášter oslabený nuceným odchodem části mnichů stabilizovat. To se podařilo, a v roce 1925 mohlo být přikročeno k volbě nového opata. Konventuálové zvolili již osvědčeného A. Vykoukala. Pod jeho vedením se klášter stal ohniskem českého liturgického hnutí, spojeného hlavně s osobami emauzských mnichů Prokopa Baudyše a Mariana Schallera. Od roku 1926 začal klášter vydávat revui PAX zaměřenou na otázky liturgie a monastického života. Do ní přispívali i mnozí benediktini z jiných klášterů (např. břevnovský Sigismund Bouška či rajhradský Václav Jan Pokorný). Opat Vykoukal byl také autorem myšlenky založit samostatnou kongregaci pro benediktinské kláštery v Československu. Emauzy si prozatímně udržely příslušnost k Beuronské kongregaci, což ale nebylo dlouhodobě udržitelné. V Emauzském klášteře také začaly být slouženy bohoslužby v byzantském ritu, čímž se klášter snažil navázat na původní ideu Karla IV. Slibný rozvoj opatství přerušila nacistická okupace a vypuknutí druhé světové války.

### Za druhé světové války

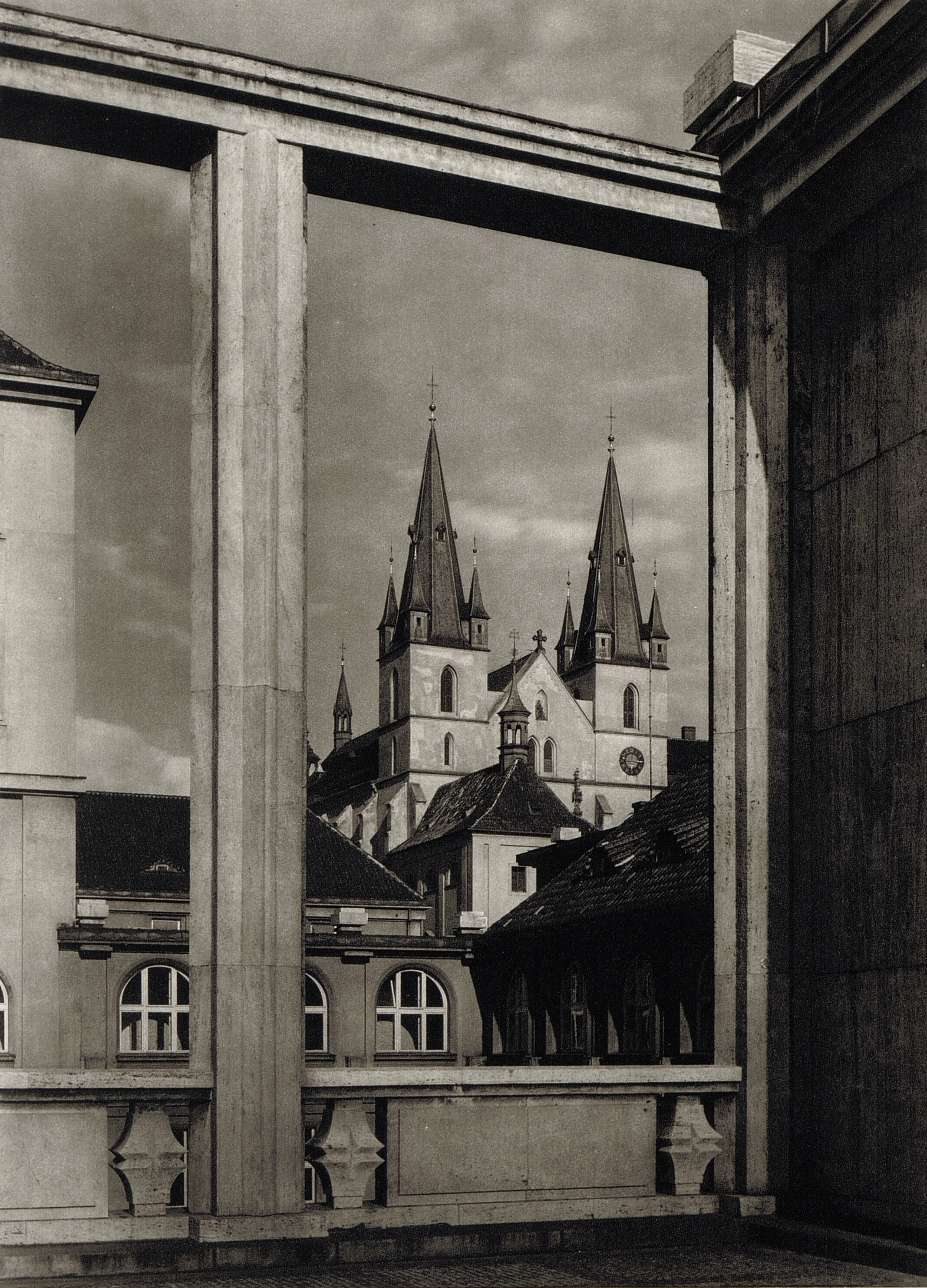
Klášterní kostel Panny Marie na snímku z počátku čtyřicátých let. Fotografie Jaromíra Funkeho.

Z komplexu kláštera vysílala na jaře 1941 několikrát vysílačka Magda. Obsluhovali ji odbojáři-radiotelegrafisté Bohumil Bachura, František Chyba, Jindřich Fröde a Otakar Batlička. Tato ilegální skupina byla napojena jak na konzulát SSSR v Praze (přes jeho pracovníka Leonida Mochova), tak na Obranu národa (ON). Na začátku července 1941 Němci kostel pro veřejnost uzavřeli. V neděli 13. července 1941 rozehnala věřící, kteří se před kostelem shromáždili ke mši konané jako vzdor, jednotka Schutzpolizei. O tři dny později (16. července 1941) prohledalo gestapo kancelář opata Arnošta Vykoukala. Klášter i kostel byly definitivně uzavřeny 18. července 1941, mniši byli z kláštera vyhnáni a klášter nadále sloužil Němcům jako vojenský lazaret. Opat Arnošt Vykoukal musel opustit Prahu. Později byl zatčen gestapem a zemřel 9. nebo 10. září 1942 v koncentračním táboře v Dachau. Nacistické věznění nepřežili další dva emauzští mniši. Marcel Higi zemřel 16. listopadu 1941 v Terezíně, pohřben byl v Počáplech u Terezína poté, když si tehdejší břevnovský převor Anastáz Opasek vyžádal jeho tělo k pohřbení. Vavřinec Miloslav Filip zemřel 13. září 1942 v koncentračním táboře Dachau. Novic Vojtěch Ivan Novák byl mezi lety 1942 a 1945 zastřelen v koncentračním táboře v Oranienburgu.
Při americkém náletu na Prahu 14. února 1945 byly klášter i kostel silně poničeny bombardováním 8. leteckou armádou USAAF. Na klášter a kostel dopadly tři ničivé zápalné pumy, každá o váze 227 kg. Zásah zničil obě pseudogotické věže (severní byla zničena zcela, celá jižní vyhořela) klášterního kostela. Kostelní klenba se ze dvou třetin zřítila. Budovy vyhořely až na klenby v přízemí. Opravy komplexu proběhly hned v první polovině 50. let 20. století.
V roce 1945 byla založena Slovanská benediktinská kongregace sv. Vojtěcha a klášter se stal její součástí.

### Za socialismu

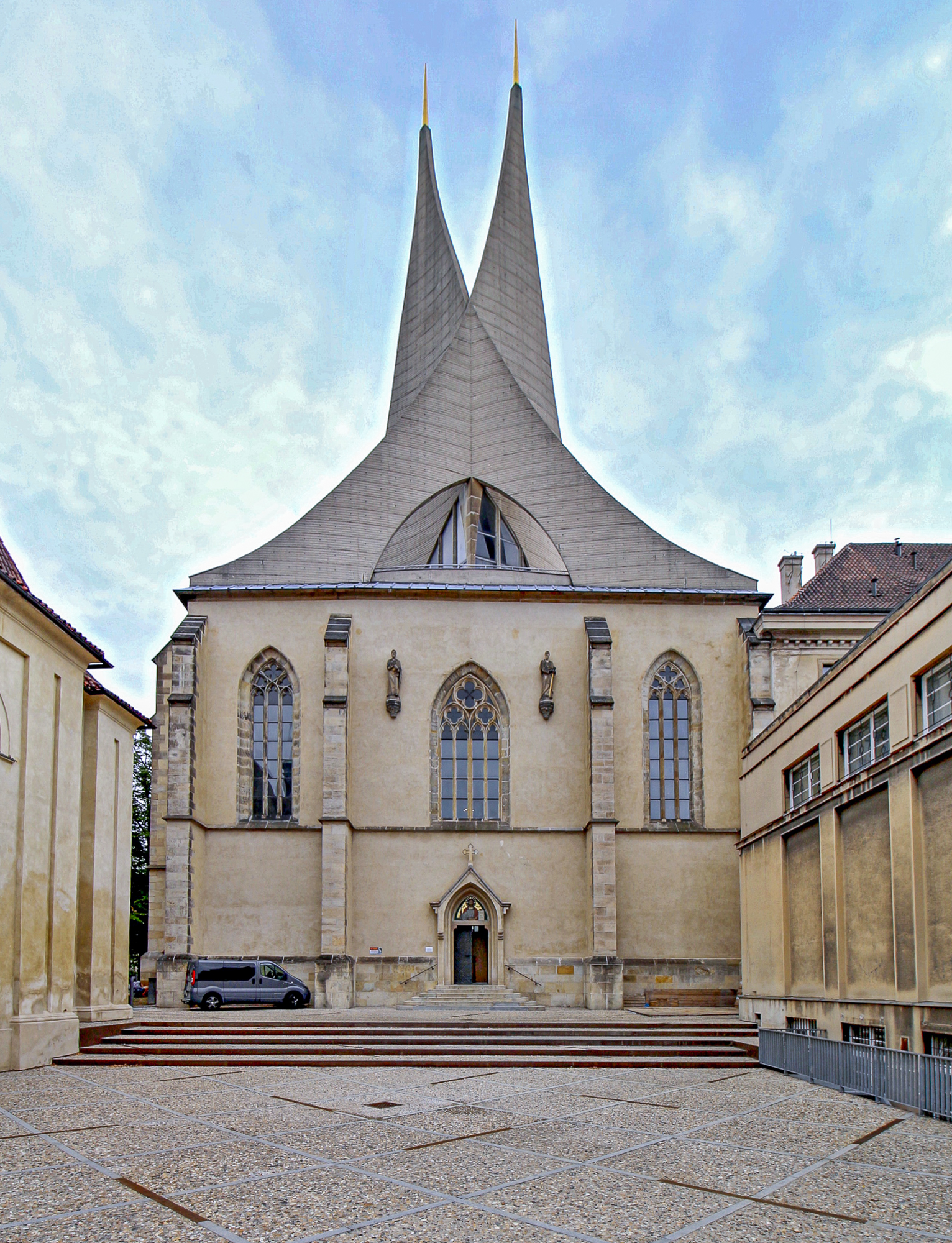
Klášterní kostel Panny Marie s typickými věžemi

V roce 1950 byl klášter v rámci Akce K násilně zrušen a poté připadl Československé akademii věd. Větší část mnichů byla internována, internaci shodou náhod unikl P. Cyril Stavěl, který uprchl do zahraničí. Části mnichů se podařilo odejít do Itálie, kde již od roku 1948 žil opat Maurus Verzich a Odilo Crkva, který se rozhodl nevracet po komunistickém převratu ze studií v Římě.
V Československu zůstali:
- P Hieronymus Carl Franz Wenzel OSB (28. ledna 1904 Praha-Královské Vinohrady – 15. prosince 1986) – převor emauzského opatství
- P. Bernard Josef Kalasanc Velíšek OSB (14. července 1872 Dubné – 4. listopadu 1950) – převor emauzského kláštera za druhé světové války
- Marian František Emanuel Schaller OSB (13. února 1892 Praha-Žižkov – 20. března 1955 na následky věznění, kdy na něm mučením bylo vynucováno přiznání k jakési „protistátní činnosti“) – podpřevor emauzského kláštera
- fr. Romanus Georg Stopfer (Štopfer) OSB (5. srpna 1869 Řešanov – 2. listopadu 1952 v Charitním domově na Moravci)
- P. Wolfgang Alfréd Sturm OSB (? – 10. května 1959)
- P. Johannes Nep. František Kamaryt OSB (20. listopadu 1876 Chmelná – 18. července 1946)
- P. Ludovicus Joseph Zlotÿ OSB (14. října 1885 Píšť – 1. prosince 1951 Píšť)
- P. Linus Johannes Prochaska (Procházka) OSB (6. srpna 1887 Píšť – 18. června 1954 Lukov)
- fr. Bernard Jan Adamíra OSB (6. května 1881 Věkoše – 25. května 1964)
- P. Majolus Josef Klanc OSB (28. února 1894 Čilec u Nymburka – 11. března 1959 Rožďalovice)
- P. Anselm Leo Maria František Sedláček OSB (10. února 1893 Tišnov – 31. srpna 1971)
- fr. Gaudentius František Brožek OSB (11. července 1894 Chotěboř – 1. června 1961)
- fr. Vitus Joseph Friedrich Novám OSB (31. července 1906 Žabonosy – 10. května 1969)
- P. Methodus Karl Franz Winzenz Klement OSB (27. listopadu 1889 Stod u Plzně – 7. listopadu 1979 Praha) – jako sázavský farář se zasloužil o obnovu Sázavského kláštera
- P. Placidus Josef Robert Wenzel OSB (7. června 1907 Praha-Královské Vinohrady – 23. září 1968)
- P. Benedict Bohumil Jan Kovařík OSB (13. dubna 1902 Praha-Žižkov – 3. ledna 1975 Praha)
- P. Basilius Bedřich (Friedrich) Lang OSB (27. října 1909 Praha – 2. dubna 1983 kroměřížská nemocnice)[6]

#### Emauzská komunita v exilu
Opat Verzich se pokusil vytvořit exilovou komunitu, která by zajistila kontinuitu Emauz. Ustavení komunity se podařilo až po řadě obtíží v roce 1965, kdy se mniši usadili v bývalém kapucínském klášteře v Norcii, který adaptovali pro své potřeby. Do roku 1969 vedl komunitu opat Maurus Verzich, v letech 1969–1990 jako převor-administrátor P. Cyril Stavěl. K českým benediktinům v Nursii se postupně přidávali další zájemci o mnišský život. Mimo jiné pozdější první převor-administrátor obnovených Emauz Vojtěch Engelhart, dále Bernard Václav Klener, Augustin Gazda a Dominik Eremiáš. Odilo Crkva působil nějaký čas jako kaplan sester benediktinek v Monte Fiolo v Itálii a později odešel na základě nabídky benediktinů (potomků českých emigrantů) z Lisle vykonávat českou krajanskou duchovní správu do Chicaga v USA. V roce 1969 přenesl do Lisle svůj mnišský slib stability. Po politických změnách na přelomu let 1989 a 1990 bylo rozhodnuto o návratu exilové komunity do Čech. Klášter v Norcii nicméně existoval až do roku 1992, kdy byl zrušen a zbytek jeho osazenstva byl vyzván k návratu. Většina mnichů se skutečně vrátila, někteří se však rozhodli v Itálii zůstat a přenesli svůj slib stability jinam.

## Současnost

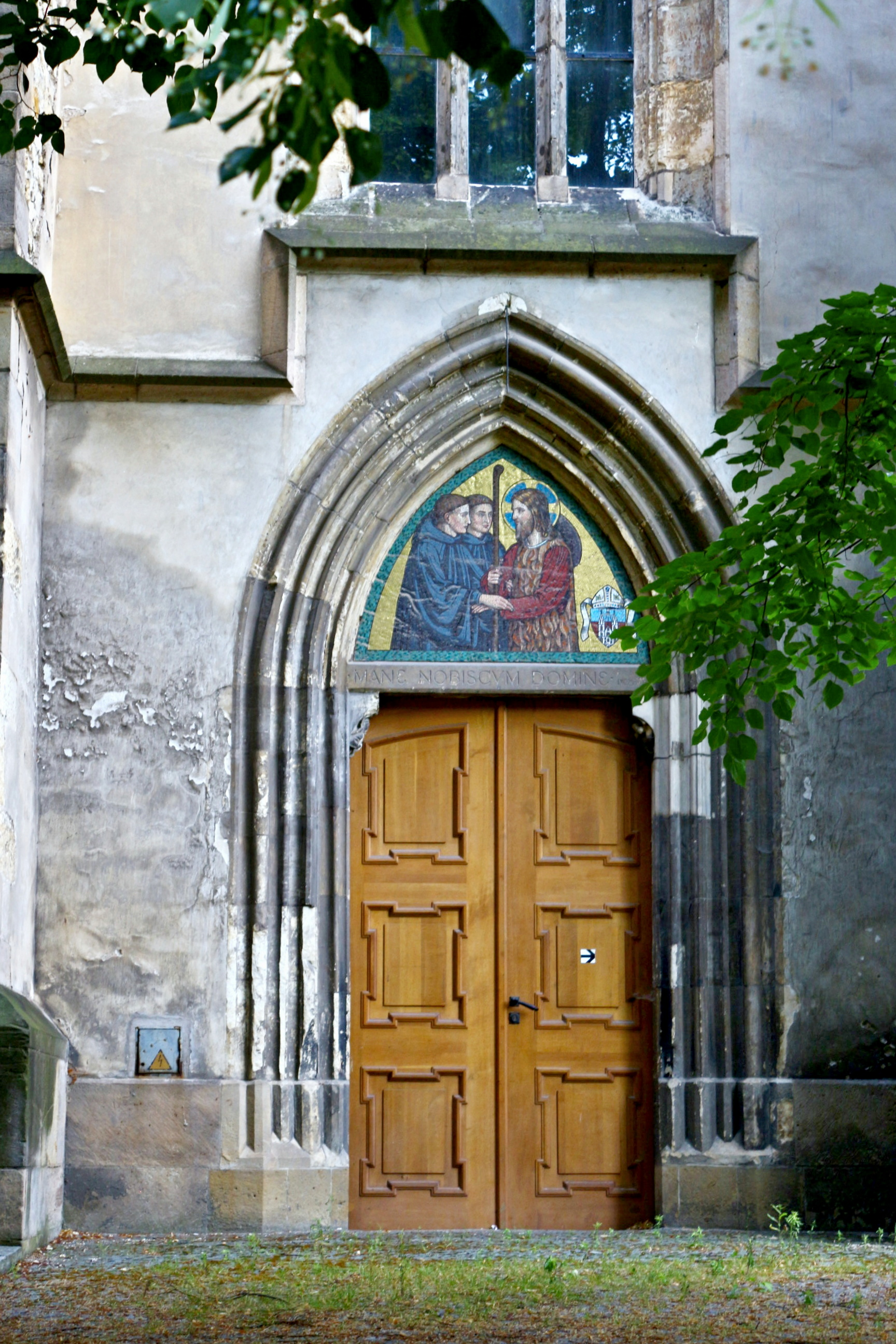
Severní portál kostela

Po roce 1989 byly budovy kláštera i kostel vráceny Benediktinskému opatství v Emauzích. Klášter převzal převor Cyril Stavěl, který však krátce nato zemřel. Úřad převora převzal Vojtěch Engelhart. V roce 1995 byla ukončena jedna etapa rekonstrukce kláštera. Tehdy byla v prvním patře staré konventní budovy zřízena klauzura a v klášteře opět začala žít mnišská komunita. Zpočátku čítala sedm členů.
V roce 2003 byla dokončena rekonstrukce kostela a posvěcen nový oltář. První mše se konala symbolicky na velikonoční pondělí 21. dubna 2003. Světitelem kostela byl arciopat Asztrik Várszegi z maďarské Pannonhalmy, světící biskup ostřihomský. V roce 2004 Vojtěch Engelhart rezignoval a novým převorem byl zvolen Marian Klener, dosavadní farář v Praze-Strašnicích. Od roku 2010 byl administrátorem opatství Edmund Wagenhofer, emeritní arciopat z kláštera sv. Petra v Salcburku.
V roce 2016 se převorem-administrátorem stal P. Augustin Gazda, OSB, z Rajhradského kláštera. V roce následujícím byl rekonstruován rajský dvůr. Dne 21. listopadu 2017 byl v rámci oslav 670. výročí založení opatství požehnán. Od podzimu 2017 se rektorem klášterního kostela stal P. Dominik Maria Eremiáš, OSB, předtím dlouho působící v brněnské diecézi. V roce 2018 začala revitalizace klášterní zahrady. Po smrti P. Gazdy v roce 2019 se administrátorem opatství stal arciopat břevnovský Prokop Siostrzonek, OSB.
V současnosti má emauzská komunita čtyři mnichy, tři emauzské a P. Radima Jana Valíka, OSB, coby dlouhodobého hosta z Břevnova.

## Architektura a výzdoba

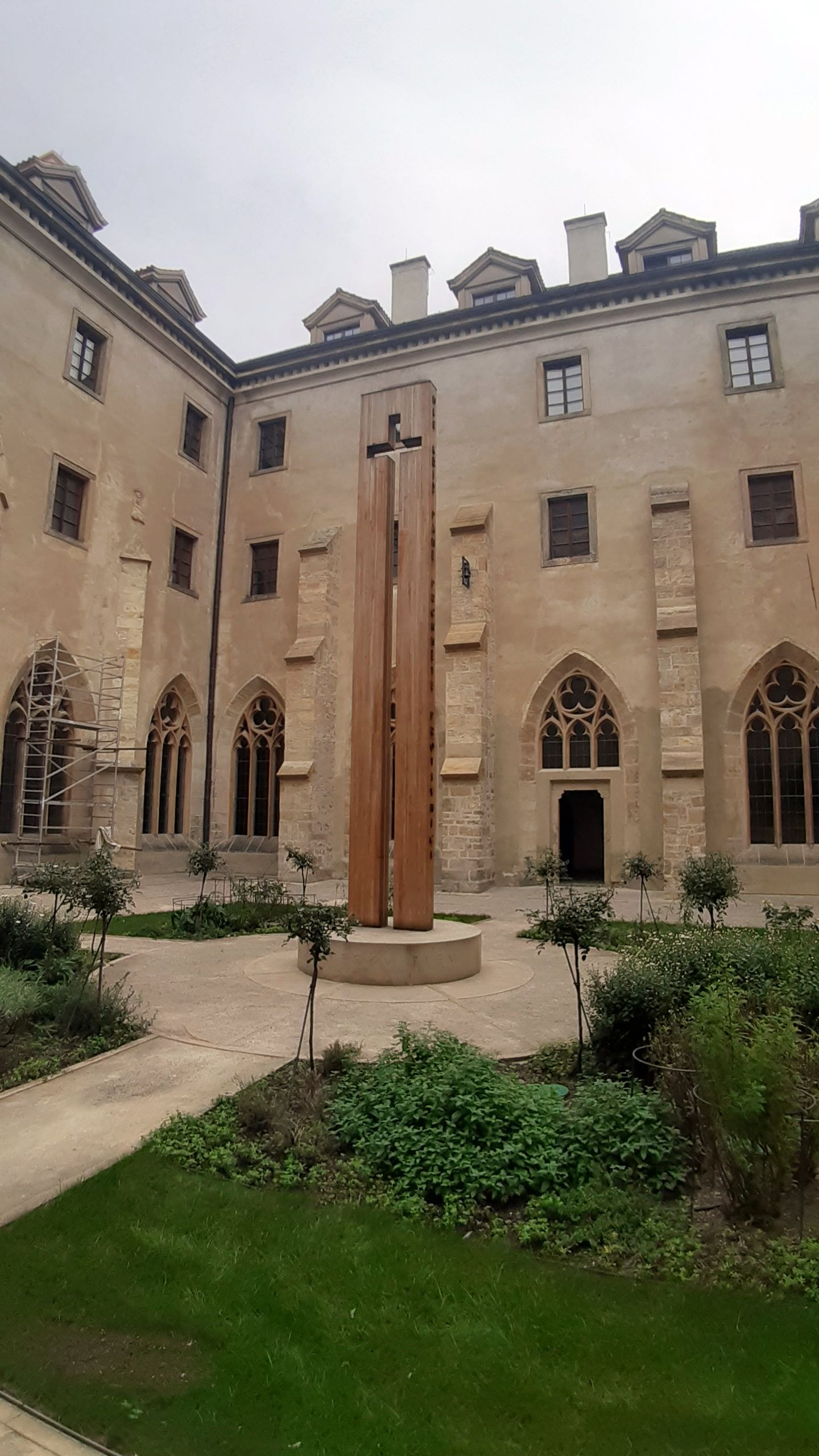
Rajský dvůr po rekonstrukci v letech 2016–7

Klášter zbudovaný v letech 1348–1372 na skalnatém pahorku u bývalého farního kostela sv. Kosmy a Damiána byl součástí Karlova urbanistického plánu výstavby Nového Města pražského. Byl koncipován jako součást systému církevních staveb, které v půdorysu města tvoří kříž. Areál kláštera zahrnuje konventní chrám, jižně přiléhající kvadraturu s rajským dvorem, na západ od ní komplex novějších budov z 1. poloviny 19. století a ze 30. let 20. století. Patří do něj i kaple sv. Kosmy a Damiána s raně barokní klenbou.
Na stavbě gotického trojlodního kostela a kláštera se podílela Karlova dvorská huť. Ambit kláštera byl v 60. letech 14. století vyzdoben cyklem 85 nástěnných gotických maleb s paralelami ze Starého a Nového zákona. Autory maleb byl tzv. Mistr emauzského cyklu (jeho jméno není známo), Mikuláš Wurmser ze Štrasburku a Mistr Oswald. V 17. a 18. století byly stavby barokizovány a chrámu přibyly dvě raně barokní věže. Klášterní budově přibylo navíc jedno poschodí a v letech 1766–1769 dostala pozdně barokní fasádu. V letech 1880–1890 areál přestavěli beuronští benediktini do novogotické podoby v duchu beuronského slohu. V letech 1929–1930 zahájili úpravu části komplexu podle projektu architekta Bohumila Hypšmana.
Poté, co areál kláštera utrpěl vážné škody při spojeneckém náletu v únoru 1945, bylo přistoupeno v letech 1953–1954 k rekonstrukci kleneb podle návrhu profesora Bedřicha Hacara. Podle projektu architekta Františka Marii Černého byla provedena rekonstrukce kostela, při níž pobořené věže nahradila betonová skořepinová křídla s pozlacenými hroty v letech 1964–1968. V roce 1961 byla osazena čtyři vitrážová okna s motivy astronomických symbolů planet, Svatého Ducha a personifikacemi astronologie a astronomie podle návrhu malíře Jiřího Binko, která vznikla na zakázku Astronomického ústavu Československé akademie věd. Nový oltář byl vyroben podle návrhu akademického sochaře Karla Stádníka a v roce 2003 jej vysvětil arciopat Asztrik Várszegi). V 60. letech 20. století proběhlo také restaurování gotických maleb, které však kvůli nevhodným technologickým postupům vedlo k jejich poškození. Zařízení kostela pochází z let 2003–2008. Rajský dvůr byl obnoven v letech 2016–2017, uprostřed se nachází dřevěný inverzní kříž.  

## Varhany
Ve světě kostelní hudby měly Emauzy mimořádnou pověst. V příspěvku „O varhanách, varhanících a staré Praze“ hovoří Tomáš Slavický s Ottou Novákem (2. března 1930 – 12. listopadu 2013), jedním z nejlepších varhanních improvizátorů 2. pol. 20. stol., který 32 let zastával funkci dómského varhaníka u sv. Víta, tedy tradičně nejpřednější varhanické církevní místo v Čechách.
T. Slavický: „Při náletu v únoru 1945 byl poškozen jen jeden kostel v Praze, ale zrovna to byl emauzský kostel založený Karlem IV. a v něm stály tehdy největší kostelní varhany. Pamatujete ještě tento pozoruhodný nástroj?“
O. Novák: „Ty varhany byly krásně uzpůsobené, že se na to jezdili dívat z celé střední Evropy. Toho nástroje je nesmírná škoda. Bylo to dílo Albana Schachleitera, který se potom stal opatem. Byl to Němec a byl v celém Rakousku-Uhersku uznávanou firmou, jezdil na kolaudace nových varhan. Když se v Emauzích rozšiřovaly Koulenovy varhany na tři manuály, tak si varhanář Paštika musel celou svou dílnu převézt do Emauz a pod jeho přímým dohledem se vyráběly píšťaly. Všecko, co se dělalo od dřeva, připravovali benediktini sami, měli mezi sebou řemeslníky, takže celý ten nástroj vznikal v Emauzích.“
T. Slavický: „To byl tedy zrovna nástroj, který shořel při náletu…“
O. Novák: „On neshořel. To dopadlo tak, že těm varhanám se při náletu nic nestalo, protože spadla klenba v lodi. Ale nad kůrem, který byl vpředu, nespadlo nic. Sice tam nalétal prach a popel, ale jinak varhany demontoval profesor Krajs s tehdejšími posluchači konzervatoře, a když se po válce vrátili benediktini, tak se všecko stěhovalo zpátky do Emauz. A v Emauzích to bylo do zavření klášterů, pak se to ještě několikrát stěhovalo, kde bylo volno, a pak to nakonec nastěhovali do kaple svatých Kosmy a Damiána a tam byly varhany složeny. A tam se probourali zvenku a rozkradli to. Takže to byl konec slavných emauzských varhan.“ 
T. Slavický: „Já bych se Vás rád zeptal ještě na jednu muzikantskou zajímavost ze staré Prahy, kterou my už známe jenom z vyprávění. Emauzy byly vyhlášené jako prvořadé centrum gregoriánského chorálu. Zažil jste ten proslulý chorál, jak se tam zpíval a samozřejmě také doprovázel?“
O. Novák: „Ano, tam chodívával o velké svátky profesor Wiedermann, už do přednáškového sálu předělaného na kapli, měli tam krásné americké harmonium s pěkným zvukem. Profesor Wiedermann tam chodil jenom o svátcích. Ale pak tam byl jeden benediktin, pater Sedláček, a ten krásně doprovázel chorál. Pak tam byl nějaký pan Bobák [1927–1984], studoval medicínu a byl to velký skaut. Bydlel tam v klášteře, hrál tam a za to se stravoval. Ten doprovázel chorál také výborně. Pamatuji se třeba v Emauzích, to bylo po válce, kdy tam hrál Honza Bobák, na temné hodinky o Velikonocích. On ty lekce podkládal hrou na harmonium. To byl zážitek, skutečně jedinečný. Já jsem byl úplně u vytržení, co to bylo za nádheru, když oni ty lekce recitovali a on je podkládal akordy. Od té doby už jsem to neslyšel.“
T. Slavický:  „To jsme tedy v těch několika letech svobody mezi koncem války a likvidací klášterů v roce 1950. Jak početná byla tehdy v Emauzích zpívající komunita?“
O. Novák: „Ono tam těch mnichů bývávalo tak, co já pamatuji, dvanáct, čtrnáct. A pak tam byl pater Velíšek a to byl stařičký pán, který už špatně viděl, a tak měl takovou silnou lupu, ale zpíval, to byla pohádka! To jsou krásné vzpomínky.“

## Zajímavosti

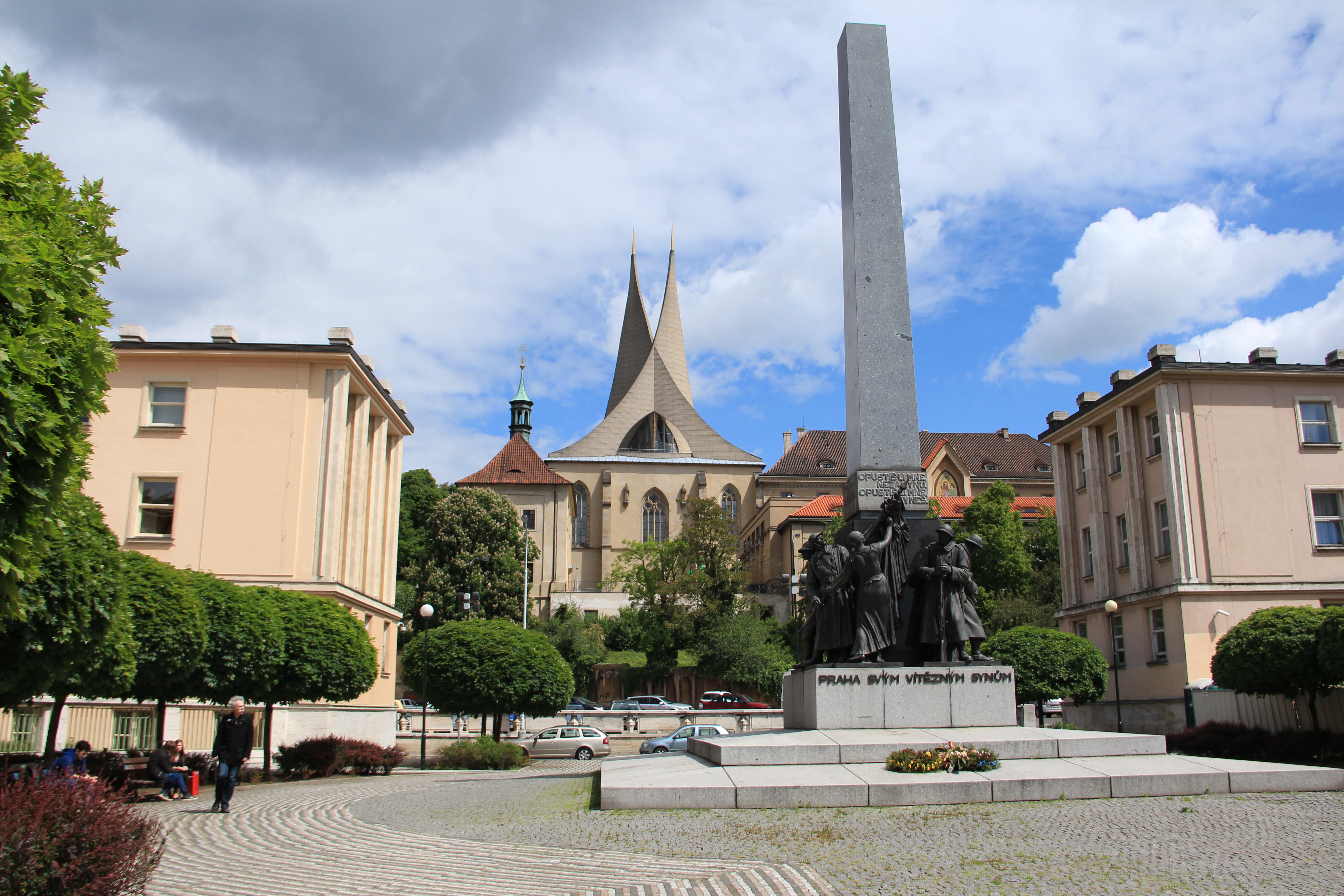
Klášter a památník Praha svým vítězným synům

- V klášteře vznikla hlaholská část tzv. Remešského evangeliáře, který se pravděpodobně ztratil z Prahy v době husitských válek. Později se rukopis stal součástí chrámového pokladu ve francouzské Remeši.
- V letech 1347–1350 se klášter nazýval sv. Jeronýma, Panny Marie a slovanských patronů, místním určením „v Podskalí“ (in Podskalo) před Vyšehradem. Později převládl název „Na Slovanech“ v souvislosti se slovanskými patrony a s řeholníky, kteří zde působili.
- Jméno kláštera Emauzy se odvozuje z církevního svátku při vysvěcení kostela. V roce 1372 byla předčítána část Lukášova evangelia o zjevení Ježíše Krista učedníkům cestou do Emauz a název podle tohoto biblického místa se poté ujal.
- Pět novoměstských kostelů založených Karlem IV. tvoří pravidelný kříž. Severo-jižní rameno tvoří spojnice kostelů sv. Kateřiny Alexandrijské a Zvěstování Panny Marie Na Slupi, západo-východní rameno Kostel Nanebevzetí Panny Marie a svatého Karla Velikého a Emauzský klášter, ramena se protínají v kostele sv. Apolináře.[12] Svislé břevno pomyslného kříže lze protáhnout přes kapli Božího těla až ke klášteru karmelitánů u Panny Marie Sněžné.